# Jean Chazy

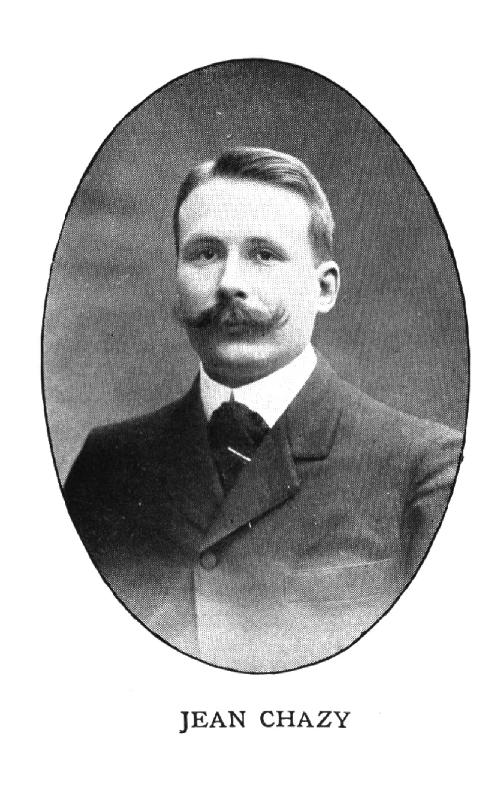

Jean Chazy (* 15. August 1882 in Villefranche-sur-Saône; † 9. März 1955 in Paris) war ein französischer Mathematiker und Astronom.

## Leben
Chazy war der Sohn eines Industriellen und studierte an der École normale supérieure in Paris Mathematik mit dem Abschluss der Agrégation 1905. Er wurde 1910 promoviert (Équations différentielles du troisième ordre et d’ordre supérieur dont l’intégrale générale a ses points critiques fixes). 1911 wurde er Maître de conférences für Mechanik in Grenoble und danach in Lille. Im Ersten Weltkrieg diente er in der Artillerie. Nach dem Krieg war er erneut Professor an der Faculté des Sciences de Lille (der späteren Universität Lille). Gleichzeitig unterrichtete er am Institut industriel du Nord (École Centrale de Lille). Danach war er ab 1923 Maître de conférences an der École centrale des arts et manufactures in Paris (sowie Examinator an der École polytechnique) und ab 1924 Professor für Mechanik und später für Himmelsmechanik an der Sorbonne. 1953 emeritierte er.
Er befasste sich mit Himmelsmechanik und speziell dem Dreikörperproblem und der Periheldrehung des Merkur, die eine kleine Diskrepanz zur klassischen himmelsmechanischen Berechnung aufwies, die von Albert Einstein durch die Allgemeine Relativitätstheorie erklärt wurde.
Von ihm 1909 untersuchte nichtlineare Differentialgleichungen, die nach ihm benannt sind, haben Verbindungen zur Solitonentheorie. Mit ihnen suchte er das Programm von Paul Painlevé, dass zu dessen Painlevé-Gleichungen geführt hatte, von Differentialgleichungen zweiter auf dritter Ordnung zu erweitern, diese haben allerdings nicht mehr die Painlevé-Eigenschaft.
1937 wurde er Mitglied der Académie des Sciences (Astronomie). Außerdem war er Mitglied der Rumänischen Akademie der Wissenschaften und assoziiertes Mitglied der Königlichen Belgischen Akademie der Wissenschaften. 1934 war er Präsident der französischen mathematischen Gesellschaft, nachdem er zuvor deren Sekretär war. Seit 1952 war er auch offiziell Mitglied des Bureau des Longitudes. Er war Kommandeur der Ehrenlegion.
Er war Invited Speaker auf dem Internationalen Mathematikerkongress 1924 in Toronto (Über die Ankunft eines fremden Sterns im Sonnensystem, französisch) und 1928 in Bologna (Über die Stabilität nach Poisson des Dreikörperproblems, französisch).

## Schriften
- La théorie de la relativité et la mécanique céleste. Band 1, 1928, Band 2, 1930, Gauthier-Villars, Paris
- Cours de mécanique rationnelle. 2 Bände, Gauthier-Villars 1933, Neuauflagen 1941/42, 1948, 1952
- Mécanique céleste: équations canoniques et variation des constantes.  Presses Universitaires de France, Coll. Euclide, Paris 1953.